# Alberto Chicote
Alberto Chicote (Madrid, 23 de junio de 1969) es un chef, escritor y presentador de televisión español.
En su trayectoria culinaria ha destacado por mezclar en la cocina tradicional con otras técnicas, siendo uno de los pioneros de la cocina fusión en la gastronomía española. Actualmente dirige el restaurante Omeraki en Madrid y fue fundador de Puertalsol y Yakitoro, también en la capital. Es conocido por sus apariciones como presentador en los canales de televisión del grupo Atresmedia, donde ha estado al frente de programas como Pesadilla en la cocina, ¿Te lo vas a comer? y Top Chef.

## Biografía
Alberto Chicote del Olmo nació en Madrid el 23 de junio de 1969, en el seno de una familia de clase trabajadora que reside en el barrio de Carabanchel Alto. Además de la gastronomía, es aficionado a deportes como el rugby, el tiro con arco y la gimnasia rítmica. En su juventud llegó a formar parte de la selección madrileña de rugby, en la que coincidiría con Javier Bardem.

## Trayectoria como cocinero
Interesado desde joven por la gastronomía, Chicote ingresó a los 17 años en la Escuela Superior de Hostelería y Turismo de Madrid, ubicada en la Casa de Campo de Madrid. Durante la década de 1990 estuvo trabajando en las cocinas de restaurantes afamados de la capital como Lúculo con Ange García, Zalacaín con Benjamín Urdiain, y La Recoleta con Belén Laguía, así como en otras ciudades: Sibaris con Toñi Vicente (Vigo) y Mar de Alborán con Ignacio Muguruza (Málaga). Posteriormente se marchó a Suiza para formarse como cocinero profesional.
Tras regresar a Madrid, en 1995 asumió su primer trabajo de chef en las cocinas de El Cenachero, donde obtuvo buenas críticas gracias a su reinterpretación de la cocina andaluza. Cuatro años más tarde pasó a ser el chef de NODO, propiedad de Benjamín Calles, con el objetivo de fusionar la cocina española y la japonesa. Este proyecto le convirtió en uno de los pioneros de la cocina de fusión en España.
En 2005 fue galardonado «mejor cocinero del año» en el evento gastronómico Madrid Fusión.
A partir de 2006, Chicote se convirtió también en chef del Pan de Lujo, otro restaurante de Calles en el barrio de Salamanca que combinaba la cocina alternativa con un local de diseño vanguardista. Al mismo tiempo, comenzó a participar en jornadas gastronómicas y clases magistrales a nivel internacional. El cocinero siguió en ambos negocios hasta 2012, cuando los dejó para centrarse en la presentación de Pesadilla en la cocina.
Chicote inauguró en 2014 el primer restaurante de su propiedad, Yakitoro, cuyo menú es una reinterpretación de la cocina japonesa. El primer local está ubicado cerca de la Gran Vía de Madrid, y su éxito ha propiciado que al año siguiente se abriera otro en el paseo de la Castellana. En 2016 abrió junto a Pedro Olmedo la taberna de cocina española Puertalsol, situada en la quinta planta del edificio de El Corte Inglés en la Puerta del Sol; este negocio se mantuvo hasta abril de 2025, cuando tuvieron que cerrarlo porque la rehabilitación del edificio suponía la desaparición de la terraza.
En noviembre de 2020 dejó de lado los restaurantes Yakitoro para centrarse en un nuevo proyecto, Omeraki, junto con Inmaculada Núñez y cuya carta se centra en productos de temporada y en una reinterpretación personal de la cocina. La apertura de Omeraki tuvo lugar el 7 de junio de 2022 en la calle Duque de Sesto, cerca del Palacio de los Deportes de Madrid.

## Trayectoria en televisión
Al margen de su trayectoria culinaria, Alberto Chicote ha estado muy vinculado a los medios de comunicación. Antes de dar el salto a la televisión nacional, el chef presentó algunos espacios en el Canal Cocina, hizo varias colaboraciones en la sección de gastronomía de El País Semanal y tenía otra sección sobre cocina en Asuntos Propios, programa de Radio Nacional de España presentado por Toni Garrido.
En 2012 fue contratado por La Sexta para presentar la adaptación española de Pesadilla en la cocina. En ese programa, Chicote visita establecimientos hosteleros con problemas para ayudar a sus propietarios a resolverlos. Y al igual que sucede en el formato original de Gordon Ramsay, el cocinero se valió de su carácter para aportar un estilo propio que ha acompañado al espacio a lo largo de sus cinco temporadas. Aunque posteriormente recibió críticas por parte de alguno de los propietarios de los restaurantes que pasaron por el programa acusándolo de mala praxis. A partir de 2013 se convirtió también en el presentador de Top Chef España (Antena 3), un concurso de telerrealidad en el que participan cocineros de prestigio.
Además, Chicote ha presentado una serie de documentales sobre gastronomía y hábitos saludables, iniciada con el estreno de El precio de los alimentos en 2015, e hizo un cameo en la película Perdiendo el norte. En 2016 prestó su nombre e imagen para una nueva revista de cocina editada por G+J España.
Desde 2018 presenta el programa ¿Te lo vas a comer?, en el que se investigan distintos casos de negligencias en el sector de la alimentación.
En diciembre de 2023 participa como colaboración especial en los capítulos 2774 y 2775 de la última temporada de la serie Amar es para siempre interpretando a Alberto, un cocinero que llega a la Plaza de los Frutos para hacerse cargo del traspaso del bar "El Cascabel".
En febrero de 2024 presenta en La Sexta el programa Batalla de restaurantes.

## Trayectoria profesional

### Programas de televisión

#### Como presentador
| Año                             | Programa                      | Cadena   | Notas                                 |
| ------------------------------- | ----------------------------- | -------- | ------------------------------------- |
| 2012-2016; 2018-2020; 2022-2023 | Pesadilla en la cocina        | La Sexta | Presentador                           |
| 2012-2013                       | Campanadas de fin de año      | La Sexta | Presentador junto a Sandra Sabatés    |
| 2013-2015; 2017                 | Top Chef                      | Antena 3 | Presentador                           |
| 2015                            | El precio de los alimentos    | La Sexta | Presentador                           |
| 2015-2016                       | Campanadas de fin de año      | La Sexta | Presentador junto a Andrea Ropero     |
| 2016                            | Los mitos de los alimentos    | Antena 3 | Presentador                           |
| 2016                            | Superalimentos                | Antena 3 | Presentador                           |
| 2016                            | Dietas a examen               | Antena 3 | Presentador                           |
| 2016                            | Nuevos mitos de los alimentos | Antena 3 | Presentador                           |
| 2016-presente                   | Campanadas de fin de año      | Antena 3 | Presentador junto a Cristina Pedroche |
| 2017                            | En forma en 70 días           | Antena 3 | Presentador                           |
| 2017                            | ¿Qué comen nuestros hijos?    | Antena 3 | Presentador                           |
| 2018                            | Comer bien por menos          | La Sexta | Presentador                           |
| 2018-2021; 2023                 | ¿Te lo vas a comer?           | La Sexta | Presentador                           |
| 2020                            | Auténticos                    | La Sexta | Presentador                           |
| 2021                            | Fuera del mapa                | La Sexta | Presentador                           |
| 2023                            | Hablando en plata             | Antena 3 | Presentador                           |
| 2024-presente                   | Batalla de restaurantes       | La Sexta | Presentador                           |

#### Como invitado
| Año                   | Programa      | Cadena   | Notas    |
| --------------------- | ------------- | -------- | -------- |
| 2014-2019; 2021-2022  | Zapeando      | La Sexta | Invitado |
| 2015; 2020; 2022-2023 | El intermedio | La Sexta | Invitado |
| 2018-2020; 2022-2023  | Al rojo vivo  | La Sexta | Invitado |
| 2018-2021             | Liarla Pardo  | La Sexta | Invitado |
| 2021-2023             | La Roca       | La Sexta | Invitado |

### Series de televisión
| Año  | Serie                | Canal    | Personaje | Notas       |
| ---- | -------------------- | -------- | --------- | ----------- |
| 2023 | Amar es para siempre | Antena 3 | Alberto   | 2 episodios |

### Cine
| Año  | Título                                              | Personaje | Director         | Notas       |
| ---- | --------------------------------------------------- | --------- | ---------------- | ----------- |
| 2015 | Perdiendo el norte                                  | Cura      | Nacho G. Velilla | Papel menor |
| 2020 | Padre no hay más que uno 2: La llegada de la suegra | Él mismo  | Santiago Segura  | Papel menor |